# Problemes de família
Problemes de família (títol original en anglès, The Problem with People) és una pel·lícula de comèdia del 2023. Ambientada a Irlanda, és coescrita, produïda i protagonitzada per Paul Reiser. És dirigida per Chris Cottam i també és protagonitzada per Colm Meaney, Lucianne McEvoy i Jane Levy. S'ha subtitulat al català.

## Premissa
Un home demana a un cosí americà i a un irlandès que resolguin una disputa familiar com a últim desig.

## Repartiment
- Paul Reiser com a Barry
- Colm Meaney com a Ciáran
- Jane Levy com a Natalya
- Lucianne McEvoy com a Fiona
- Des Keogh com a Fergus
- Eimear Morrissey com el sergent Lizzie McGrath

## Producció
La pel·lícula està escrita per Paul Reiser amb Wally Marzano-Lesnevich i dirigida per Chris Cottam, i es va anunciar per primera vegada el juny de 2022.
Reiser també n'és productor juntament amb Max Brady i Cottam. Els directors de fotografia són Richard Kendrick i David Odd. El repartiment inclou Reiser, Colm Meaney, Jane Levy, Lucianne McEvoy i Des Keough.

## Estrena
La pel·lícula es va estrenar mundialment al Festival de Cinema d'Austin de 2023. Quiver Distribution va distribuir-la als Estats Units i va dur-la als cinemes el 4 d'octubre de 2024. La pel·lícula es va estrenar a Irlanda el 8 de novembre de 2024.